# Impasse des Bœufs
Ne doit pas être confondu avec Impasse du Bœuf.
L'impasse des Bœufs est une voie située dans le quartier de la Sorbonne du 5e arrondissement de Paris.

## Situation et accès
Elle débute au no 20 rue de l'École-Polytechnique et se termine en impasse.
L'impasse des Bœufs est desservie à proximité par la ligne 10 à la station Maubert-Mutualité.

## Origine du nom
Elle tient son nom des étables à bœufs qui y étaient situées, tout comme la proche impasse Bouvart.

## Historique
Cette ancienne voie de Paris ne portait pas de nom jusqu'au XIVe siècle. Elle prit le nom de « rue aux Bœufs » au XVIe siècle, puis de « cour aux Bœufs » au XVIIe siècle, en raison des étables à bœufs qu'elle hébergeait.
Elle est ouverte, au XIVe siècle, sur une dépendance de l’«hôtel d’Albret», aïeul d’Henri IV.
Une décision ministérielle du 13 janvier 1807 signée Champagny fixe la largeur de cette voie publique à 7 mètres.

## Bâtiments remarquables et lieux de mémoire
- L'impasse aux Bœufs s'ouvre depuis 1934  par une arcade sous un ensemble d'immeubles municipaux de type habitation à bon marché. La construction de cet ensemble a entraîné la démolition d'une partie du bâtiment de l'ancien collège des Lombards.
- Le côté nord de l'impasse (à gauche en entrant par l'arcade), au no 11, est bordé par l'ancien bâtiment des élèves du collège des Lombards bâti en 1733 sur les plans de l'architecte Pierre Boscry, également auteur de la chapelle du collège actuellement église Saint-Ephrem et par celui dépendant de l'ancien séminaire des Trente-Trois. Ces bâtiments sont actuellement des immeubles d'habitation[3].
- C'est dans cette voie que se déroule la scène d'ouverture du roman Cri des profondeurs (1951) de Georges Duhamel[4].
- Louis Sallonnyer, seigneur de Faye, trésorier de France, a un logement dans cette rue (alors rue aux Bœufs) en 1720 pour ses affaires parisiennes, dont la foire du Lendit[5].

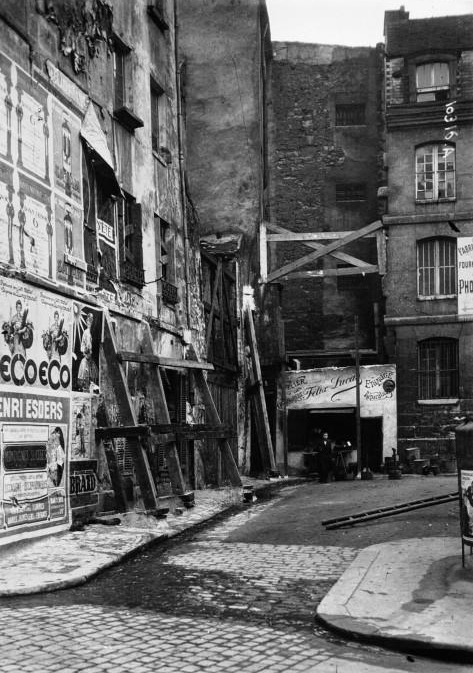
L'impasse des Bœufs en 1923.
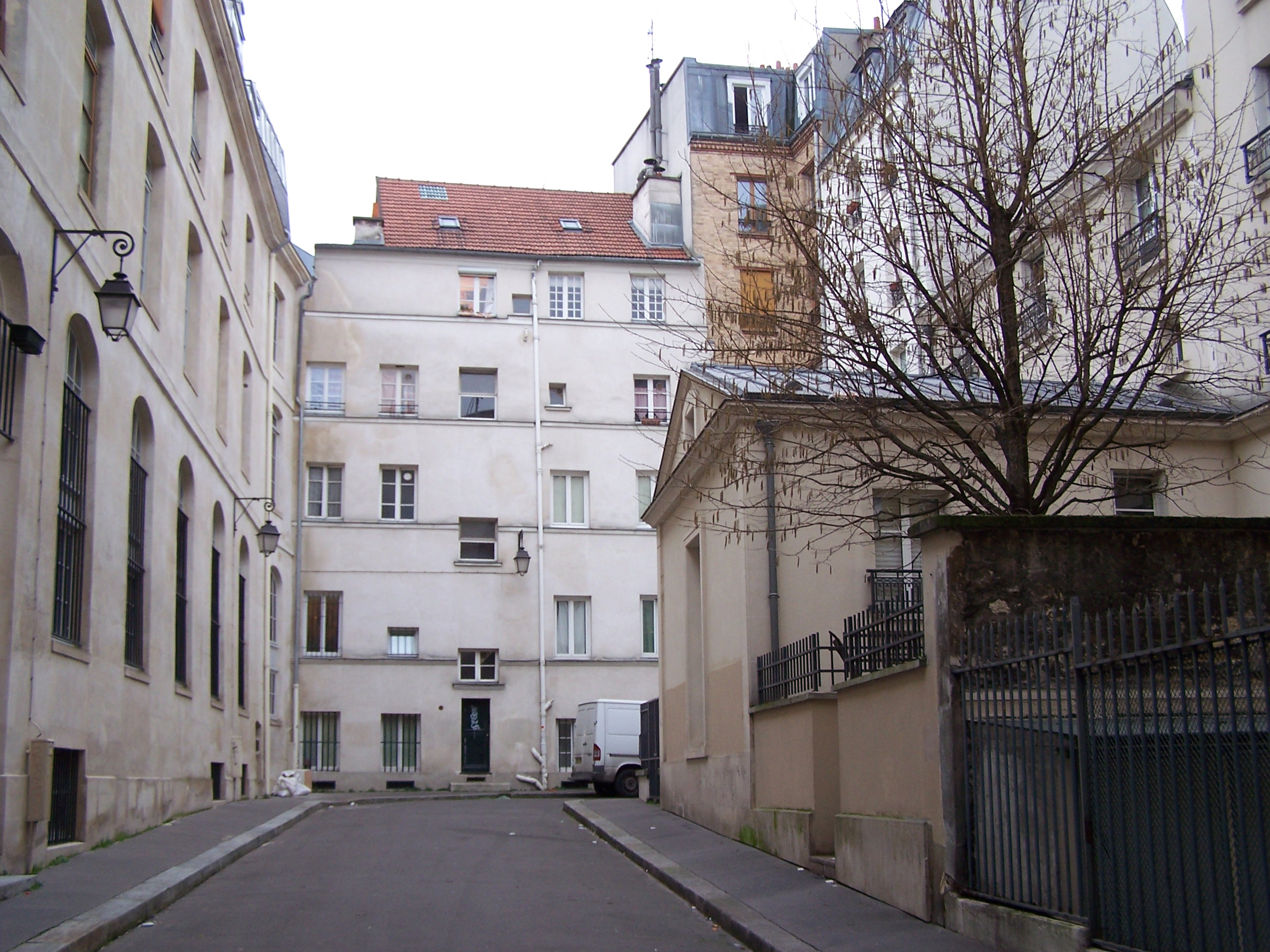
Vue du fond de l'impasse en 2013.
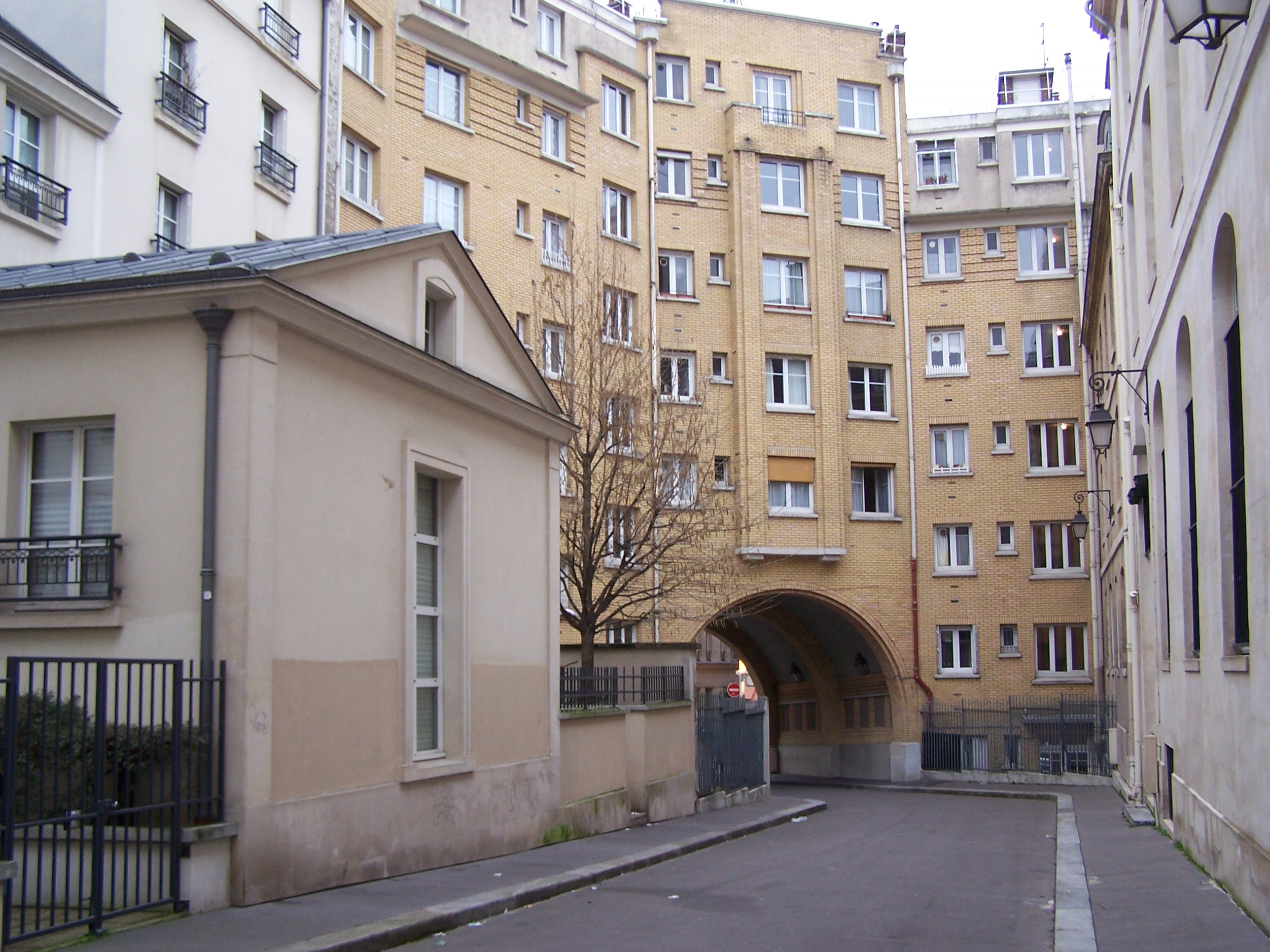
Vue vers l'entrée de l'impasse.
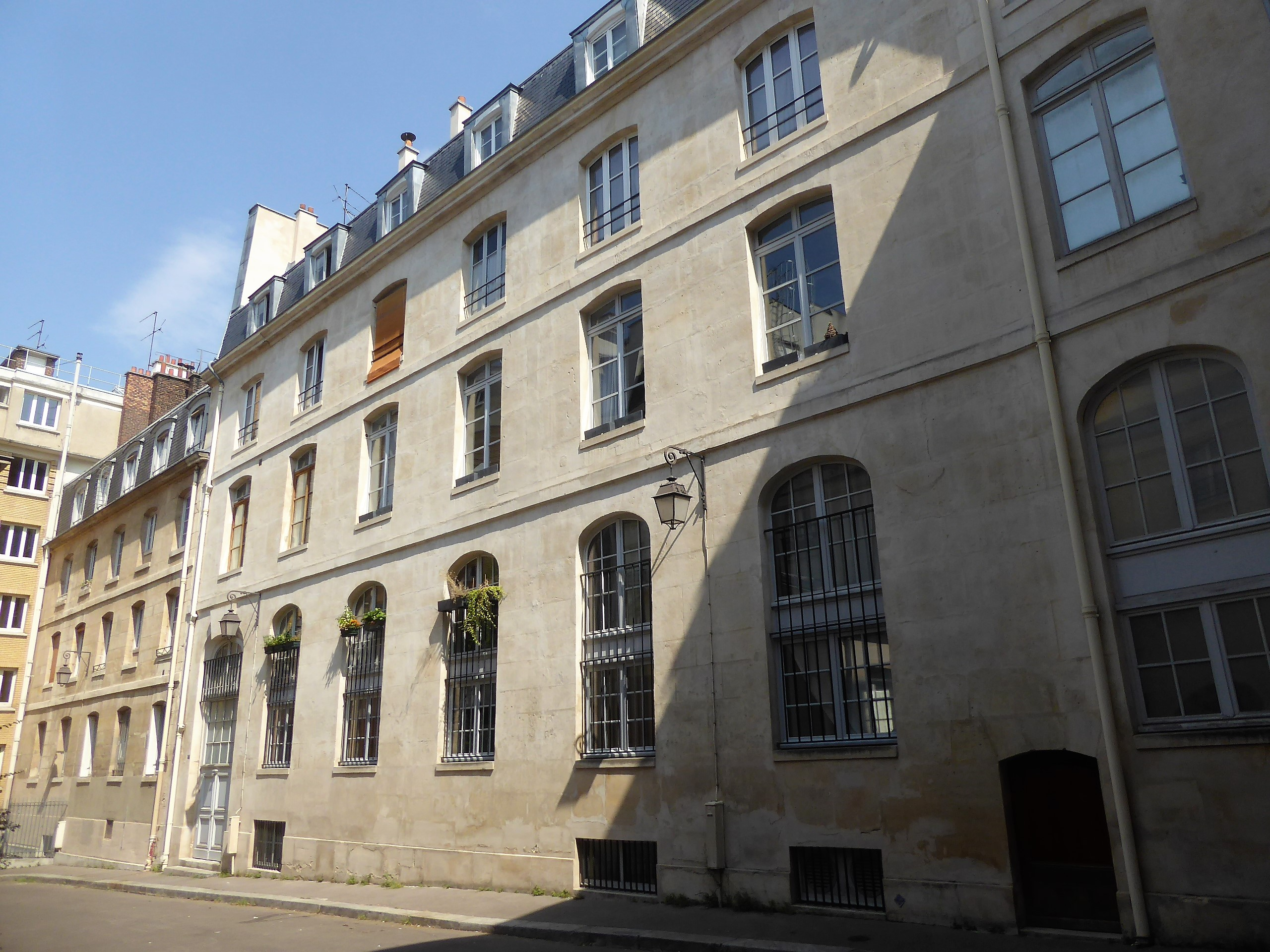
Anciens bâtiments du séminaire des Trente-trois et du collège des Lombards.